# Nástroje guerillového marketingu

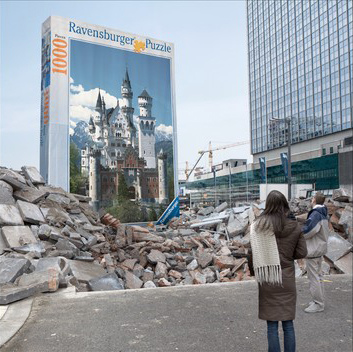
Příklad guerrillového marketingu. Tyto megastavebnice vytvořila firma Scholz & Friends v Berlíně jako guerrillovou kampaň pro výrobce her Ravensburger. Tyto stavebnice byly umístěny do prostor, vzniklých po odstranění budov. Zbytky kamenů z domů a obrovská krabice v pozadí vytvářely iluzi obřího puzzle.

Guerrillový marketing dosahuje svých cílů pomocí nástrojů. Obecně lze říci, že nástroje jsou prostředky, které využíváme při uskutečnění určité činnosti. Nástroje guerrillového marketingu je možné rozdělit do několika skupin, zejména podle velikosti jejich zaměření. A to na minimédia, maximédia, atributy společnosti, informační média a marketing mimo média. 

## Minimédia
Telefonický marketing – jde o komunikaci se zákazníky prostřednictvím telekomunikačních prostředků (nejčastěji telefonem). Vzhledem k vývoji telekomunikace v celém světě, je tato metoda jednou z nejefektivnějších.

Plakáty – patří mezi nejstarší reklamní média. Už před několika lety byly používány pro propagaci kulturních akcí a událostí. Pro umístění malých plakátů jsou vhodná místa jako jsou například čekárny, dopravní prostředky či chodby na úřadech. Běžné plakáty střední velikosti jsou vhodné pro exteriéry, jako jsou zdi, ohrady ve městech, které obsahují informace o různých kulturních akcích, výstavách a dalších událostech.
Letáky – musí na první dojem zaujmout a poskytnout potenciálnímu zákazníkovi všechny potřebné informace. Za výhodu této formy propagace lze považovat to, že se nabídka dostane do rukou téměř všem rezidentům daného území.
Účast na veletrzích - veletrh je prostředek interaktivní marketingové komunikace, který podněcuje zájem konkrétního návštěvníka o produkty, služby a firmu jako celek. Jedná se o pracný, avšak účinný nástroj komunikace. V osobním dialogu se zákazníky na veletrzích získáváte potenciál nových obchodů a zakázek, ale také velmi důležitou zpětnou vazbu pro další vývoj.
Mezi minimédia dále patří:
- Vizitky
- Pohlednice
- Zlaté stránky
- Výlohy
- Poutače na prodejně
- Reklama ve filmech
- Bezplatné číslo
- Osobní dopisy
- Marketingový plán
- Koncový prodej a další.[5]

## Maximédia
Reklama – jedná se o komunikační disciplínu, podle které lze efektivně předávat marketingová sdělení cílovým skupinám. Reklama představuje jeden z nejúčinnějších způsobů, jak může značka posílit svou image. Má za úkol informovat svoji cílovou skupinu o nových produktech a přesvědčuje je o jejich zakoupení.
Billboardy – jsou většinou umístěny tak, aby byly dostatečně vidět z dopravních prostředků, což znamená, že hlavní myšlenka musí být patrná během pár sekund. Hlavní funkci plní tehdy, jestliže je název, jméno, značka nebo logo dostatečně známé a jeho hodnoty tedy nemusí být na billboardu vysvětleny. Velmi vysokou úspěšnost mají vtipné a kontroverzní billboardy, pokud o nich lidé budou mluvit.
Inzeráty v časopisech a novinách – správný inzerát musí obsahovat titulek, výtvarnou část, logo a text. Nejintenzivněji je vnímán titulek, následuje logo nebo výtvarná část a nejméně je vnímán text inzerátu. Zpráva v inzerátu musí být jasná a na první pohled zřetelná, aby zákazník okamžitě věděl, o čem je. Inzerát musí obsahovat kontakt, telefon, webovou adresu popřípadě mapku s adresou.
Mezi další maximédia patří:

- Hromadné rozesílání
- Rozhlasové spoty
- Reklama v televizi a další.[5]

## Atributy společnosti
Slogan – napomáhá společnosti vytvářet její specifickou identitu. Jedná se o dlouhodobě používané heslo, které by si zákazníci měli lehce zapamatovat. Může být spojován s celou společností nebo pouze s konkrétní službou či výrobkem, který je primární pro společnost. Slogany se mohou objevit jak v televizi, tak rozhlasových i tištěných reklamách, popřípadě mohou být natištěny na různých předmětech, jako jsou propisky, trička a jiné.
Sponzoring – jedná se o specifickou situaci, kdy má firma možnost spojit svou firemní nebo produktovou značku s vybranou akcí, se jménem vybrané instituce, sportovního týmu organizovanou třetí stranou. Za takové spojení pak firma poskytuje třetí straně finanční nebo nefinanční podporu.
Mezi další atributy společnosti dále patří:

- Pracovní doba
- Pracovní dny
- Pověst
- Kvalita
- Služby
- Špionáž
- Reference
- Hodnota navíc
- Rozšiřování objednávky zákazníků
- Doporučení nových klientů stálými zákazníky a další.[5]

## Informační média
Katalogy – jsou vnímány jako další možnost podpory prodeje. Jedná se o seznam nabízených výrobků či služeb ve vizuální a verbální podobě vytištěný nebo uložený v elektronické formě na disku či databázi.
Teleshopping – je jedním z nástrojů přímého marketingu, kdy jsou prostřednictvím krátkých televizních spotů předváděny různé výrobky. Zájemci pak mají možnost na základě telefonního čísla nebo internetové adresy zveřejněné v závěru televizní prezentace tyto výrobky objednat. Teleshopping je vysílán mimo hlavní vysílací časy, neboť se jedná o časově delší prezentaci výrobků na rozdíl od klasické televizní reklamy.
Mezi další informační média patří:

- Obchodní adresář
- Veřejný projev
- Specifické údaje o zákaznících
- Průzkumy veřejného mínění
- Bezplatné semináře a další.[5]

## Marketing mimo média
Kupóny – kupóny patří mezi podporu prodeje, která posiluje pozici značky. Jde o certifikáty, které spotřebitelům zajišťují slevu při nákupu určitých výrobků či služeb na pokladnách obchodů.
Dárkový poukaz – tento typ podpory prodeje je velmi podobný slevě na další nákup. Zákazníci považují poukázky spíše za peníze, takže míra návratnosti a náklady budou však mnohem větší.
Barterová směna – barter je výměnný obchod, aniž by byly použity peníze. Je to další vhodný guerillový nástroj, kdy za přijatelné nízké náklady lze získat například spot v rádiu výměnou za dárkové poukazy pro posluchače v rámci soutěže nebo výměna letáků s jinou společností, která podniká v podobném odvětví a další.
Vztahy s veřejností - vztahy s veřejností neboli public relations jsou součástí marketingové komunikace. Hlavním úkolem public relations je soustavné budování dobrého jména společnosti, vytváření vztahů a komunikace s veřejností. Činnostmi public relations může být práce s novináři, sponzorství, organizování speciálních akcí a další s cílem posílit vztahy s dodavateli a distributory.
Mezi další patří:

- Stánek na veletrhu
- Jmenovky na společenských akcích
- Seznam nabízených výhod
- Poprodejní kontakt
- Nabídka vyzkoušení zdarma
- Členství v klubech a asociacích
- Konkurenční výhody a další.[5]